# Памятники истории и культуры местного значения Караганды
Памятники истории и культуры местного значения Караганды — это отдельные постройки, здания и сооружения с исторически сложившимися территориями указанных построек, мемориальные дома, здания и сооружения, некрополи, мавзолеи и отдельные захоронения а также произведения монументального искусства, включенные в Государственный список памятников истории и культуры местного значения Карагандинской области и являющиеся потенциальными объектами реставрации, представляющие историческую, научную, архитектурную, художественную и мемориальную ценность и имеющие особое значение для истории и культуры всей страны. Списки памятников истории и культуры местного значения утверждаются исполнительным органом региона по представлению уполномоченного органа по охране и использованию историко-культурного наследия.

## История
В 1978 году Исполнительный комитет областного Совета народных депутатов Карагандинской области принял постановление «О памятниках культуры, рекомендуемых под государственную охрану». Этим решением предусматривалось оформить охранное обязательство и разработать проекты реставрации памятников.
16 апреля 2010 года был утверждён новый Государственный список памятников истории и культуры местного значения Карагандинской области, одновременно с которым все предыдущие решения по этому поводу были признаны утратившими силу. В новый список вошло 1538 объектов на территории области, из которых 34 объекта располагаются в городе Караганда. При этом часть объектов представляют собой ансамбли, состоящие из целого ряда строений.

## Список памятников

### Здания и сооружения
| № в списке | Название                                                                                   | Изображение                                                           | Годы постройки и автор                                                | Место нахождения                                                      | Вид памятника                    |
| ---------- | ------------------------------------------------------------------------------------------ | --------------------------------------------------------------------- | --------------------------------------------------------------------- | --------------------------------------------------------------------- | -------------------------------- |
| 443        | Градостроительный ансамбль на площади Конституции                                          | Градостроительный ансамбль на площади Конституции                     | Градостроительный ансамбль на площади Конституции                     | Градостроительный ансамбль на площади Конституции                     | ансамбль                         |
| 443        | здание Акимата города Караганды                                                            |                                                                       | 1938 г.; архитектор — А. М. Генин                                     | пр. Бухар жырау, 16                                                   | ансамбль                         |
| 443        | жилой дом со встроенной технической библиотекой                                            |                                                                       | 1938 г.; архитектор — А. М. Генин                                     | ул. Ленина, 1                                                         | ансамбль                         |
| 443        | жилой дом со встроенной типографией                                                        |                                                                       | 1938 г.; архитектор — А. М. Генин                                     | ул. Ленина, 2                                                         | ансамбль                         |
| 443        | жилой дом со встроенным помещением Облрадио                                                |                                                                       | 1938 г.; архитектор — А. М. Генин                                     | пр. Бухар жырау, 15                                                   | ансамбль                         |
| 443        | жилой дом со встроенным промтоварным магазином                                             |                                                                       | 1938 г.; архитектор — А. М. Генин                                     | пр. Бухар жырау, 13                                                   | ансамбль                         |
| 444        | Градостроительный ансамбль южной части площади имени 50-летия Октября                      | Градостроительный ансамбль южной части площади имени 50-летия Октября | Градостроительный ансамбль южной части площади имени 50-летия Октября | Градостроительный ансамбль южной части площади имени 50-летия Октября | ансамбль                         |
| 444        | здание Областного Совета Профсоюзов (Дом Союзов)                                           |                                                                       | 1965 г.; архитекторы: С. Мордвинцев и Ю. И. Василевич                 | ул. Алиханова, 5                                                      | ансамбль                         |
| 444        | каскад фонтанов                                                                            |                                                                       | 1968 г.; архитекторы: К. Тен и В. Н. Цицын                            | ул. Алиханова, 5 (ул. 40 лет Казахстана, 5)                           | ансамбль                         |
| 444        | здание Геологического управления                                                           |                                                                       | 1966 г.; архитекторы: С. Мордвинцев и Ю. И. Василевич                 | пр. Бухар жырау, 47                                                   | ансамбль                         |
| 445        | Здание эвакогоспиталя № 3414 (1942—1943 гг.)                                               |                                                                       | 1938 г.                                                               | ул. Маметова, 111                                                     | градостроительства и архитектуры |
| 446        | Здание аэропорта Караганды                                                                 |                                                                       | 1962-1963 гг.                                                         | пер. Стартовый, 61/1                                                  | градостроительства и архитектуры |
| 447        | Здание Дворца культуры горняков                                                            |                                                                       | 1950 г.; архитекторы: И. И. Бреннер и Я. А. Яноша                     | пр. Бухар жырау, 32                                                   | градостроительства и архитектуры |
| 448        | Здание областного драматического театра имени К. С. Станиславского                         |                                                                       | 1962 г.; архитекторы: Л. Е. Воробьев и А. М. Лифшиц                   | б-р Мира, 19                                                          | градостроительства и архитектуры |
| 449        | Здание музыкальной школы (бывший Ленинский РК КП)                                          |                                                                       | 1958 г.; архитектор — Р. А. Сейдалин                                  | ул. Алалыкина, 9                                                      | градостроительства и архитектуры |
| 450        | Здание института «Карагандагипрошахт»                                                      |                                                                       | 1952 г.; архитектор — А. Н. Кравец-Кравчевской                        | ул. Ленина, 12                                                        | градостроительства и архитектуры |
| 451        | Здание эвакогоспиталя № 3970/71 (1941—1944 гг.), ныне университет «Болашак»                |                                                                       | 1938 г.                                                               | ул. Ерубаева, 16                                                      | градостроительства и архитектуры |
| 452        | Здание эвакогоспиталя № 3970/71 (1941—1944 гг.), ныне филиал медицинского университета     |                                                                       | 1941 г.                                                               | ул. Ерубаева, 18                                                      | градостроительства и архитектуры |
| 453        | Здание эвакогоспиталя № 1776 (1941—1944 гг.), ныне Областная клиническая больница          |                                                                       | 1940 г.                                                               | пр. Бухар жырау, 20                                                   | градостроительства и архитектуры |
| 454        | Здание концертного зала «Шалкыма»                                                          |                                                                       | 1939 г.; архитекторы: Калмыков и Ритт                                 | ул. Костенко, 7                                                       | градостроительства и архитектуры |
| 455        | Здание областной музыкальной школы                                                         |                                                                       | 1948 г.; архитектор — И. И. Бреннер                                   | ул. Жамбыла, 17                                                       | градостроительства и архитектуры |
| 457        | Здание эвакогоспиталя № 3972 (1941—1942 гг.), ныне хирургический корпус городской больницы |                                                                       | 1941 г.                                                               | пр. Сейфуллина, 13                                                    | градостроительства и архитектуры |
| 459        | Гостиница «Чайка»                                                                          |                                                                       | 1962 г.                                                               | ул. Мичурина, 11                                                      | градостроительства и архитектуры |
| 460        | Новое здание гостиницы «Чайка»                                                             |                                                                       | 1981 г.; архитекторы: Е. А. Попов и В. В. Вюст                        | ул. Мичурина, 11                                                      | градостроительства и архитектуры |
| 461        | Здание Дворца спорта имени Нуркена Абдирова                                                |                                                                       | 1958 г.; архитектор — И. И. Райкина                                   | пр. Бухар жырау, 53                                                   | градостроительства и архитектуры |
| 465        | Жилой дом                                                                                  |                                                                       | 1932 г.                                                               | ул. Костенко, 12                                                      | градостроительства и архитектуры |
| 467        | Кинотеатр им. Ленина                                                                       |                                                                       | 1960 г.                                                               | ул. Ленина, 61                                                        | градостроительства и архитектуры |
| 474        | Здание казахского драматического театра имени С. Сейфуллина                                |                                                                       | 2008 г.; архитектор — К. Мусаев                                       | пр. Бухар жырау, 27                                                   | градостроительства и архитектуры |

### Памятники
| № в списке | Название                                                                                  | Изображение | Годы постройки и автор                                                               | Место нахождения                                          | Вид памятника                    |
| ---------- | ----------------------------------------------------------------------------------------- | ----------- | ------------------------------------------------------------------------------------ | --------------------------------------------------------- | -------------------------------- |
| 456        | Братская могила 17-ти советских воинов, умерших в госпиталях г. Караганды в 1941-1945 гг. |             | 1945 г.                                                                              | Михайловское кладбище                                     | градостроительства и архитектуры |
| 458        | Монумент «Шахтерская Слава»                                                               |             | 1975 г.; скульптор — А. П. Билык, архитектор — А. Малков                             | пр. Бухар жырау (площадь перед Дворцом культуры горняков) | градостроительства и архитектуры |
| 462        | Памятник Аппаку Байжанову                                                                 |             | 1999 г.; автор — Ю. Гуммель                                                          | ул. Лободы, перед историко-краеведческим музеем           | градостроительства и архитектуры |
| 463        | Памятник Генриху Фогелеру                                                                 |             | 1999 г.; автор — А. П. Билык                                                         | ул. Ерубаева, перед зданием Немецкого культурного центра  | градостроительства и архитектуры |
| 464        | Памятник Канышу Сатпаеву                                                                  |             | 1999 г.; автор — М. Богатырев                                                        | ул. Сатпаева                                              | градостроительства и архитектуры |
| 466        | Могила управляющего трестом «Карагандауголь» И. А. Костенко                               |             | 1934 г.                                                                              | территория шахты имени Костенко                           | градостроительства и архитектуры |
| 468        | Архитектурно-мемориальный ансамбль Боевой Славы «Вечный огонь»                            |             | 1975 г.; скульптор — Ж. Молдабаев, архитектор — Н. Койшибеков                        | парк Победы (улица Алиханова)                             | градостроительства и архитектуры |
| 469        | Мемориальный комплекс в честь воинов, погибших в Афганистане                              |             | 1990 г.; скульптор — Н. Новопольцев, архитектор — Ж. Алтаев                          | Парк Победы                                               | градостроительства и архитектуры |
| 470        | Комплекс «Кобыз»                                                                          |             | 2003 г.; скульптор — М. Калкабаев, архитектор — В. Троценко                          | б-р Мира, 19                                              | градостроительства и архитектуры |
| 471        | Бюст Жамбыла Жабаева                                                                      |             | скульптор — Ж. Калиев                                                                | ул. Жамбыла                                               | градостроительства и архитектуры |
| 472        | Скульптурно-декоративная композиция «Суюнши»                                              |             | 2003 г.; архитекторы: Г. Баймырза, Е. Шахиев, К. Жанабилов, скульптор — Ж. Молдабаев | Этнопарк                                                  | градостроительства и архитектуры |
| 473        | Памятник Бухар жырау                                                                      |             | 2008 г.; скульптор — Ж. Молдабаев                                                    | пр. Бухар жырау, 16                                       | градостроительства и архитектуры |
| 475        | Памятник Сакену Сейфуллину                                                                |             | 2008 г.; автор — Б. Абишев                                                           | пр. Бухар жырау, 27                                       | градостроительства и архитектуры |
| 476        | Памятник Абаю Кунанбаеву                                                                  |             | 2008 г.; автор — А. Нартов                                                           | площадь перед концертным залом «Шалкыма»                  | градостроительства и архитектуры |